# 2021–2022-es UEFA-bajnokok ligája (selejtezők)
A 2021–2022-es UEFA-bajnokok ligája selejtezőit öt fordulóban bonyolították le 2021. június 22. és augusztus 25. között. A bajnoki ágon azok a bajnokcsapatok szerepeltek, amelyek indulási jogot szereztek és nem kerültek közvetlenül a csoportkörbe. A nem bajnoki ágon azok a csapatok szerepeltek, amelyek nem voltak bajnokcsapatok, de indulási jogot szereztek és nem kerültek közvetlenül a csoportkörbe.
A bajnoki ágon 43 csapatból 4, a nem bajnoki ágon 11 csapatból 2 csapat jutott be a 32 csapatos csoportkörbe.

## Lebonyolítás

### Bajnoki ág
A bajnoki ág a következő fordulókat tartalmazza:
- Előselejtező (4 csapat): 4 csapat lépett be a körben.
- 1. selejtezőkör (32 csapat): 31 csapat lépett be a körben, és 1 győztes az előselejtezőből.
- 2. selejtezőkör (20 csapat): 4 csapat lépett be a körben, és 16 győztes az 1. selejtezőkörből.
- 3. selejtezőkör (11 csapat): 2 csapat lépett be a körben, és 10 győztes a 2. selejtezőkörből.
- Rájátszás (8 csapat): : 2 csapat lépett be a körben, és 6 győztes a 3. selejtezőkörből.

A rájátszás 4 győztes csapata továbbjutott a csoportkörbe.
A vesztes csapatok átkerültek az Európa-ligába és a UEFA Európa Konferencia Ligába a következők szerint:
- Az előselejtező 3 vesztes csapata és az 1. selejtezőkör 16 vesztes csapata átkerült az Európa Konferencia Liga bajnoki ágának 2. selejtezőkörébe.
- A 2. selejtezőkör 10 vesztes csapata átkerült az Európa-liga 3. selejtezőkörébe.
- A 3. selejtezőkör 5 vesztes csapata átkerült az Európa-liga rájátszásába.
- A rájátszás 4 vesztes csapata átkerült az Európa-liga csoportkörébe.

### Nem bajnoki ág
A nem bajnoki ág a következő fordulókat tartalmazza:
- 2. selejtezőkör (6 csapat): 6 csapat lépett be a körben.
- 3. selejtezőkör (8 csapat): 5 csapat lépett be a körben, és 3 győztes a 2. selejtezőkörből.
- Rájátszás (4 csapat): : 4 győztes a 3. selejtezőkörből.

A rájátszás 2 győztes csapata továbbjutott a csoportkörbe.
A vesztes csapatok átkerültek az Európa-ligába a következők szerint:
- A 2. selejtezőkör 3 vesztes csapata átkerült a főág 3. selejtezőkörébe.
- A 3. selejtezőkör 3 vesztes csapata és a rájátszás 2 vesztes csapata átkerült a csoportkörbe.

## Formátum
Az előselejtező egymérkőzéses elődöntő-döntő rendszerű. A két párosítás győztese döntőt játszott, amelynek a győztese jutott tovább. Ha a mérkőzésen a rendes játékidő végén döntetlen volt az eredmény, akkor 2x15 perces hosszabbítást játszottak. Ha a hosszabbítás után is döntetlen volt az állás, akkor büntetőpárbajra került sor.
A többi forduló párosításait oda-visszavágós rendszerben játszották. Mindkét csapat játszott egyszer pályaválasztóként. A két találkozó végén az összesítésben jobbnak bizonyuló csapat jutott tovább a következő körbe. Ha az összesítésnél az eredmény döntetlen volt, akkor 30 perces hosszabbítást játszottak a visszavágó rendes játékidejének lejárta után. Gólnélküli hosszabbítás esetén büntetőpárbajra került sor.
A sorsolásoknál az UEFA-együtthatók alapján a csapatokat kiemelt és nem kiemelt csapatokra osztották. A kiemelt csapat egy nem kiemelt csapatot kapott ellenfélül. Ha a sorsoláskor a csapat kiléte nem ismert, akkor az adott párosításban a magasabb együtthatót vették alapul. A sorsolások előtt az UEFA csoportokat alakított ki, amelyeknek a lebonyolítás szempontjából nincs jelentősége. Azonos nemzetű együttesek, illetve politikai okok miatt, az UEFA által eldöntött esetekben nem voltak sorsolhatók egymással.

## Fordulók és időpontok
A mérkőzések időpontjai a következők. Az összes sorsolást az UEFA székházában Nyonban, Svájcban tartják:
| Forduló      | Sorsolás dátuma    | 1. mérkőzés                  | 2. mérkőzés              |
| ------------ | ------------------ | ---------------------------- | ------------------------ |
| Előselejtező | 2021. június 8.    | 2021. június 22. (elődöntők) | 2021. június 25. (döntő) |
| 1. forduló   | 2021. június 15.   | 2021. július 6–7.            | 2021. július 13–14.      |
| 2. forduló   | 2021. június 16.   | 2021. július 20–21.          | 2021. július 27–28.      |
| 3. forduló   | 2021. július 19.   | 2021. augusztus 3–4.         | 2021. augusztus 10.      |
| Rájátszás    | 2021. augusztus 2. | 2021. augusztus 17–18.       | 2021. augusztus 24–25.   |

## Előselejtezők
Az előselejtező sorsolását 2021. június 8-án, 12 órától tartották.

### Előselejtező, kiemelés
Az első selejtezőkörben 4 csapat vett részt. A kiemelés a klubok 2021-es együtthatói alapján történt. A döntő győztese az 1. selejtezőkörbe, a dőntő és az elődöntők vesztesei az UEFA Európa Konferencia Liga 2. selejtezőkörének bajnoki ágára kerültek.
| Kiemelt                  | Nem kiemelt                       |
| ------------------------ | --------------------------------- |
| - HB Tórshavn - Pristina | - Inter Club d’Escaldes - Folgore |

### Előselejtező, párosítások
Az elődöntőket 2021. június 22-én, a döntőt 2021. június 25-én játszották.

| 1. csapat   | Eredmény | 2. csapat             |
| ----------- | -------- | --------------------- |
| Elődöntők   |          |                       |
| Folgore     | 0–2      | Pristina              |
| HB Tórshavn | 0–1      | Inter Club d’Escaldes |
| Döntő       |          |                       |
| Pristina    | 2–0      | Inter Club d’Escaldes |

### Előselejtező, elődöntők
| 2021. június 22. 20:00 |

| Folgore | 0–2               | Pristina                   |
| ------- | ----------------- | -------------------------- |
|         | (0–0) Jegyzőkönyv | E. Krasniqi 51' Hoti 90+1' |

| Elbasan Aréna, Elbasan Játékvezető: Joni Hyytiä (finn) |

| 2021. június 22. 20:00 |

| HB Tórshavn | 0–1               | Inter Club d’Escaldes |
| ----------- | ----------------- | --------------------- |
|             | (0–0) Jegyzőkönyv | Betriu 61'            |

| Niko Dovana Stadium, Durrës Játékvezető: Joonas Jaanovits (észt) |

### Előselejtező, döntő
| 2021. június 25. 20:00 |

| Pristina            | 2–0               | Inter Club d’Escaldes |
| ------------------- | ----------------- | --------------------- |
| E. Krasniqi 45' 58' | (1–0) Jegyzőkönyv |                       |

| Elbasan Aréna, Elbasan Játékvezető: Adam Ladebäck (svéd) |

## 1. selejtezőkör
Az 1. selejtezőkör sorsolását 2021. június 15-én, 12 órától tartották.

### 1. selejtezőkör, kiemelés
Az 1. selejtezőkörben 32 csapat vett részt. 31 csapat lépett be ebben a körben és 1 továbbjutó volt az előselejtezőből. A kiemelés a klubok 2021-es együtthatói alapján történt. A sorsolás időpontjában az előselejtező győztese ismeretlen volt, ezért a legmagasabb együtthatót használták. A csapatokat négy csoportra osztották. Az elsőként kisorsolt csapat volt az első mérkőzés pályaválasztója.
- T: Az előselejtezőkörből továbbjutott csapat, a sorsoláskor nem volt ismert.

| 1. csoport                                                         | 1. csoport                                        | 2. csoport                                              | 2. csoport                                             | 3. csoport                                                        | 3. csoport                                             | 4. csoport                                       | 4. csoport                                     |
| Kiemelt                                                            | Nem kiemelt                                       | Kiemelt                                                 | Nem kiemelt                                            | Kiemelt                                                           | Nem kiemelt                                            | Kiemelt                                          | Nem kiemelt                                    |
| ------------------------------------------------------------------ | ------------------------------------------------- | ------------------------------------------------------- | ------------------------------------------------------ | ----------------------------------------------------------------- | ------------------------------------------------------ | ------------------------------------------------ | ---------------------------------------------- |
| - Malmö FF - Legia Warszawa - Slovan Bratislava - Lincoln Red Imps | - Riga - Fola Esch - Shamrock Rovers - Bodø/Glimt | - CFR Cluj - Skendija - Alashkert - Budućnost Podgorica | - HJK - Connah’s Quay Nomads - Mura - Borac Banja Luka | - Ludogorec Razgrad - Sheriff Tiraspol - Dinamo Tbiliszi - Kajrat | - Sahcjor Szalihorszk - Neftçi - Makkabi Haifa - Teuta | - Dinamo Zagreb - Ferencváros - Žalgiris - Flora | - Linfield - Valur - Hibernians - Pristina (T) |

### 1. selejtezőkör, párosítások
Az első mérkőzéseket 2021. július 6-án és 7-én, a második mérkőzéseket július 13-án és 14-én játszották. A párosítások győztesei a 2. selejtezőkörbe kerültek. A vesztesek közül 15 az UEFA Európa Konferencia Liga 2. selejtezőkörének bajnoki ágára, 1 kisorsolt párosítás vesztese az UEFA Európa Konferencia Liga 3. selejtezőkörének bajnoki ágára került.
| 1. csapat            | Össz.Tooltip Aggregate score | 2. csapat           | 1. mérk. | 2. mérk.   |
| -------------------- | ---------------------------- | ------------------- | -------- | ---------- |
| Fola Esch            | 2–7                          | Lincoln Red Imps    | 2–2      | 0–5        |
| Slovan Bratislava    | 3–2                          | Shamrock Rovers     | 2–0      | 1–2        |
| Malmö FF             | 2–1                          | Riga                | 1–0      | 1–1        |
| Bodø/Glimt           | 2–5                          | Legia Warszawa      | 2–3      | 0–2        |
| Connah’s Quay Nomads | 2–3                          | Alashkert           | 2–2      | 0–1 (h.u.) |
| HJK                  | 7–1                          | Budućnost Podgorica | 3–1      | 4–0        |
| CFR Cluj             | 4–3                          | Borac Banja Luka    | 3–1      | 1–2 (h.u.) |
| Skendija             | 0–6                          | Mura                | 0–1      | 0–5        |
| Teuta                | 0–5                          | Sheriff Tiraspol    | 0–4      | 0–1        |
| Dinamo Tbiliszi      | 2–4                          | Neftçi              | 1–2      | 1–2        |
| Makkabi Haifa        | 1–3                          | Kajrat              | 1–1      | 0–2        |
| Ludogorec Razgrad    | 2–0                          | Sahcjor Szalihorszk | 1–0      | 1–0        |
| Ferencváros          | 6–1                          | Pristina            | 3–0      | 3–1        |
| Žalgiris             | 5–2                          | Linfield            | 3–1      | 2–1        |
| Flora                | 5–0                          | Hibernians          | 2–0      | 3–0        |
| Dinamo Zagreb        | 5–2                          | Valur               | 3–2      | 2–0        |

1. ↑  A párosítás vesztese az UEFA Európa Konferencia Liga 3. selejtezőkörének bajnoki ágára került.

### 1. selejtezőkör, mérkőzések
| 2021. július 6. 19:30 |

| Fola Esch                | 2–2               | Lincoln Red Imps         |
| ------------------------ | ----------------- | ------------------------ |
| Bensi 65' Ahmetxheka 66' | (0–1) Jegyzőkönyv | Carralero 26' Britto 50' |

| Stade Émile Mayrisch, Esch-sur-Alzette Játékvezető: Michal Ocenáš (szlovák) |

| 2021. július 13. 18:00 |

| Lincoln Red Imps                                               | 5–0               | Fola Esch |
| -------------------------------------------------------------- | ----------------- | --------- |
| De Barr 19' 73' Walker 39' (11-esből) 68' (11-esből) Ronan 58' | (2–0) Jegyzőkönyv |           |

| Victoria Stadion, Gibraltár Játékvezető: Ian McNabb (északír) |

| 2021. július 7. 18:30 |

| Slovan Bratislava | 2–0               | Shamrock Rovers |
| ----------------- | ----------------- | --------------- |
| Ratão 28' 47'     | (1–0) Jegyzőkönyv |                 |

| Tehelné pole, Pozsony Játékvezető: Sebastian Gishamer (osztrák) |

| 2021. július 13. 21:00 (20:00 IST) |

| Shamrock Rovers                 | 2–1               | Slovan Bratislava |
| ------------------------------- | ----------------- | ----------------- |
| Burke 16' (11-esből) Towell 64' | (1–0) Jegyzőkönyv | Weiss 73'         |

| Tallaght Stadium, Dublin Játékvezető: Mario Zebec (horvát) |

| 2021. július 7. 19:00 |

| Malmö FF  | 1–0               | Riga |
| --------- | ----------------- | ---- |
| Čolak 50' | (0–0) Jegyzőkönyv |      |

| Stadion Játékvezető: Kaarlo Oskari Hämäläinen (finn) |

| 2021. július 13. 18:00 (19:00 EEST) |

| Riga         | 1–1               | Malmö FF  |
| ------------ | ----------------- | --------- |
| Paurević 57' | (0–1) Jegyzőkönyv | Čolak 33' |

| Skonto Stadium, Riga Játékvezető: Bogár Gergő (magyar) |

| 2021. július 7. 18:00 |

| Bodø/Glimt                   | 2–3               | Legia Warszawa              |
| ---------------------------- | ----------------- | --------------------------- |
| Botheim 45+1' Pernambuco 78' | (1–2) Jegyzőkönyv | Luquinhas 2' Emreli 41' 61' |

| Aspmyra Stadion, Bodø Játékvezető: Juxhin Xhaja (albán) |

| 2021. július 14. 20:00 |

| Legia Warszawa              | 2–0               | Bodø/Glimt |
| --------------------------- | ----------------- | ---------- |
| Luquinhas 40' Pekhart 90+5' | (1–0) Jegyzőkönyv |            |

| Stadion Wojska Polskiego, Varsó Játékvezető: Aristotelis Diamantopoulos (görög) |

| 2021. július 7. 20:00 (19:00 BST) |

| Connah’s Quay Nomads | 2–2               | Alashkert          |
| -------------------- | ----------------- | ------------------ |
| Curran 19' Horan 79' | (1–2) Jegyzőkönyv | Khurtsidze 21' 45' |

| Park Avenue, Aberystwyth Játékvezető: Vasilis Dimitriou (ciprusi) |

| 2021. július 14. 17:00 (19:00 AMT) |

| Alashkert      | 1–0 (h. u.)                 | Connah’s Quay Nomads |
| -------------- | --------------------------- | -------------------- |
| Bezecourt 113' | (0–0, 0–0, 0–0) Jegyzőkönyv |                      |

| Vazgen Sargsyan Republican Stadium, Jereván Játékvezető: Ondřej Pechanec (cseh) |

| 2021. július 6. 18:00 (19:00 EEST) |

| HJK                                  | 3–1               | Budućnost Podgorica      |
| ------------------------------------ | ----------------- | ------------------------ |
| Ro. Riski 5' Valenčič 7' Saksela 13' | (3–1) Jegyzőkönyv | Raičković 35' (11-esből) |

| Bolt Arena, Helsinki Játékvezető: Nicolas Laforge (belga) |

| 2021. július 13. 20:30 |

| Budućnost Podgorica | 0–4               | HJK                                    |
| ------------------- | ----------------- | -------------------------------------- |
|                     | (0–3) Jegyzőkönyv | Ro. Riski 6' 49' Valenčič 35' Jair 40' |

| Stadion pod Goricom, Podgorica Játékvezető: Dragomir Draganov (bolgár) |

| 2021. július 6. 19:00 (20:00 EEST) |

| CFR Cluj                             | 3–1               | Borac Banja Luka |
| ------------------------------------ | ----------------- | ---------------- |
| Omrani 11' Deac 28' Sigurjónsson 60' | (2–1) Jegyzőkönyv | Moraitis 45+1'   |

| Dr. Constantin Rădulescu, Kolozsvár Játékvezető: Jochem Kamphuis (holland) |

| 2021. július 13. 20:00 |

| Borac Banja Luka         | 2–1 (h. u.)                 | CFR Cluj     |
| ------------------------ | --------------------------- | ------------ |
| Vranješ 60' Moraitis 64' | (0–0, 2–0, 2–0) Jegyzőkönyv | Chipciu 118' |

| Banja Luka City Stadium, Banja Luka Játékvezető: Urs Schnyder (svájci) |

| 2021. július 6. 20:00 |

| Skendija | 0–1               | Mura                     |
| -------- | ----------------- | ------------------------ |
|          | (0–1) Jegyzőkönyv | Bobičanec 28' (11-esből) |

| Toše Proeski Arena, Szkopje Játékvezető: António Nobre (portugál) |

| 2021. július 13. 20:00 |

| Mura                                               | 5–0               | Skendija |
| -------------------------------------------------- | ----------------- | -------- |
| Bobičanec 25' Kouter 45+1' Klepač 55' 87' Kous 64' | (2–0) Jegyzőkönyv |          |

| Fazanerija, Muraszombat Játékvezető: Marcel Birsan (román) |

| 2021. július 7. 19:00 |

| Teuta | 0–4               | Sheriff Tiraspol                            |
| ----- | ----------------- | ------------------------------------------- |
|       | (0–2) Jegyzőkönyv | Luvannor 15' 45+1' Traoré 56' Castañeda 89' |

| Niko Dovana Stadium, Durrës Játékvezető: Amine Kourgheli (fehérorosz) |

| 2021. július 13. 19:00 (20:00 EEST) |

| Sheriff Tiraspol | 1–0               | Teuta |
| ---------------- | ----------------- | ----- |
| Traoré 6'        | (1–0) Jegyzőkönyv |       |

| Sheriff Stadion, Tiraspol Játékvezető: Vladimir Moskalyov (orosz) |

| 2021. július 7. 18:00 (20:00 GET) |

| Dinamo Tbiliszi | 1–2               | Neftçi                                |
| --------------- | ----------------- | ------------------------------------- |
| Marušić 36'     | (1–1) Jegyzőkönyv | Alaskarov 23' Mahmudov 57' (11-esből) |

| Borisz Paicsadze Stadion, Tbiliszi Játékvezető: David Fuxman (izraeli) |

| 2021. július 14. 19:00 (21:00 GET) |

| Neftçi                                | 2–1               | Dinamo Tbiliszi |
| ------------------------------------- | ----------------- | --------------- |
| Mahmudov 58' (11-esből) Alaskarov 68' | (0–0) Jegyzőkönyv | Radin 51'       |

| Bakcell Arena, Baku Játékvezető: Dumitri Muntean (moldáv) |

| 2021. július 7. 19:00 (20:00 IDT) |

| Makkabi Haifa | 1–1               | Kajrat   |
| ------------- | ----------------- | -------- |
| Atzili 45'    | (1–0) Jegyzőkönyv | Alip 76' |

| Sammy Ofer Stadium, Haifa Játékvezető: Milovan Milačić (montenegrói) |

| 2021. július 14. 16:00 (20:00 ALMT) |

| Kajrat                     | 2–0               | Makkabi Haifa |
| -------------------------- | ----------------- | ------------- |
| Vágner Love 10' Abiken 66' | (1–0) Jegyzőkönyv |               |

| Almaty Central Stadium, Almati Játékvezető: Viktor Kopiievskyi (ukrán) |

| 2021. július 7. 19:00 (20:00 EEST) |

| Ludogorec Razgrad | 1–0               | Sahcjor Szalihorszk |
| ----------------- | ----------------- | ------------------- |
| Cauly 90+2'       | (0–0) Jegyzőkönyv |                     |

| Huvepharma Arena, Razgrad Játékvezető: Rohit Saggi (norvég) |

| 2021. július 13. 21:30 (22:30 EEST) |

| Sahcjor Szalihorszk | 0–1               | Ludogorec Razgrad |
| ------------------- | ----------------- | ----------------- |
|                     | (0–0) Jegyzőkönyv | Despodov 71'      |

| Čukarički Stadium, Belgrád (Szerbia) Játékvezető: Arda Kardeşler (török) |

| 2021. július 6. 18:00 |

| Ferencváros                       | 3–0               | Pristina |
| --------------------------------- | ----------------- | -------- |
| Nguen 71' R. Mmaee 74' Blažič 78' | (0–0) Jegyzőkönyv |          |

| Groupama Aréna, Budapest Játékvezető: David Munro (skót) |

| 2021. július 13. 20:00 |

| Pristina | 1–3               | Ferencváros       |
| -------- | ----------------- | ----------------- |
| Hoti 67' | (0–0) Jegyzőkönyv | Uzuni 49' 80' 86' |

| Fadil Vokrri Stadium, Pristina Játékvezető: Laurent Kopriwa (luxemburgi) |

| 2021. július 6. 19:00 (20:00 EEST) |

| Žalgiris                                     | 3–1               | Linfield     |
| -------------------------------------------- | ----------------- | ------------ |
| Vidémont 38' Kiš 45' (11-esből) Sylvestr 67' | (2–0) Jegyzőkönyv | Manzinga 54' |

| LFF Stadium, Vilnius Játékvezető: Alex Troleis (feröeri) |

| 2021. július 13. 20:45 (19:45 BST) |

| Linfield               | 1–2               | Žalgiris                 |
| ---------------------- | ----------------- | ------------------------ |
| Shields 66' (11-esből) | (0–2) Jegyzőkönyv | Mikoliūnas 17' Onazi 44' |

| Windsor Park, Belfast Játékvezető: Matthew De Gabriele (máltai) |

| 2021. július 6. 18:00 (19:00 EEST) |

| Flora            | 2–0               | Hibernians |
| ---------------- | ----------------- | ---------- |
| Sappinen 75' 89' | (0–0) Jegyzőkönyv |            |

| A. Le Coq Arena, Tallinn Játékvezető: Lazar Lukić (szerb) |

| 2021. július 13. 18:00 |

| Hibernians | 0–3               | Flora                                |
| ---------- | ----------------- | ------------------------------------ |
|            | (0–2) Jegyzőkönyv | Zenjov 25' Sappinen 33' Reinkort 87' |

| Centenary Stadium, Ta’ Qali Játékvezető: Manfredas Lukjančukas (litván) |

| 2021. július 7. 20:00 |

| Dinamo Zagreb                     | 3–2               | Valur                            |
| --------------------------------- | ----------------- | -------------------------------- |
| Ademi 8' 72' Majer 41' (11-esből) | (2–0) Jegyzőkönyv | K. Sigurðsson 88' Adolphsson 90' |

| Maksimir Stadion, Zágráb Játékvezető: Genc Nuza (koszovói) |

| 2021. július 13. 18:00 (16:00 WET) |

| Valur | 0–2               | Dinamo Zagreb          |
| ----- | ----------------- | ---------------------- |
|       | (0–1) Jegyzőkönyv | Ivanušec 31' Oršić 89' |

| Hlíðarendi, Reykjavík Játékvezető: Zaven Hovhannisyan (örmény) |

## 2. selejtezőkör
A 2. selejtezőkör sorsolását 2021. június 16-án, 12 órától tartották.

### 2. selejtezőkör, kiemelés
A 2. selejtezőkörben összesen 26 csapat vett részt, kettéosztva a bajnoki ágon és a nem bajnoki ágon. 
- Bajnoki ág: 4 csapat lépett be ebben a körben és 16 továbbjutó volt az 1. selejtezőkörből.
- Nem bajnoki ág: 6 csapat lépett be ebben a körben.

A kiemelés a klubok 2021-es együtthatói alapján történt. A sorsolás időpontjában az 1. selejtezőkör győztesei ismeretlenek voltak, ezért a párosítások legmagasabb együtthatóit használták. A bajnoki ágon a csapatokat három csoportra osztották. Az elsőként kisorsolt csapat volt az első mérkőzés pályaválasztója.
- T: Az 1. selejtezőkörből továbbjutott csapat, a sorsoláskor nem volt ismert.
- A dőlt betűvel írt csapatok az 1. selejtezőkörben egy magasabb együtthatóval rendelkező csapat ellen győztek, és az ellenfél együtthatóját hozták magukkal.

| Bajnoki ág                                            | Bajnoki ág                                   | Bajnoki ág                                           | Bajnoki ág                                | Bajnoki ág                                                              | Bajnoki ág                                                 |
| 1. csoport                                            | 1. csoport                                   | 2. csoport                                           | 2. csoport                                | 3. csoport                                                              | 3. csoport                                                 |
| Kiemelt                                               | Nem kiemelt                                  | Kiemelt                                              | Nem kiemelt                               | Kiemelt                                                                 | Nem kiemelt                                                |
| ----------------------------------------------------- | -------------------------------------------- | ---------------------------------------------------- | ----------------------------------------- | ----------------------------------------------------------------------- | ---------------------------------------------------------- |
| - Dinamo Zagreb (T) - Young Boys - Legia Warszawa (T) | - Slovan Bratislava (T) - Flora (T) - Omónia | - Olimbiakósz - Crvena zvezda - Sheriff Tiraspol (T) | - Alashkert (T) - Neftçi (T) - Kajrat (T) | - Ludogorec Razgrad (T) - Malmö FF (T) - CFR Cluj (T) - Ferencváros (T) | - Mura (T) - Žalgiris (T) - HJK (T) - Lincoln Red Imps (T) |

| Nem bajnoki ág                           | Nem bajnoki ág                           |
| Kiemelt                                  | Nem kiemelt                              |
| ---------------------------------------- | ---------------------------------------- |
| - Celtic - PSV Eindhoven - Sparta Prague | - Rapid Wien - Galatasaray - Midtjylland |

### 2. selejtezőkör, párosítások
Az első mérkőzéseket 2021. július 20-án és 21-én, a második mérkőzéseket július 27-én és 28-án játszották. A párosítások győztesei a 3. selejtezőkörbe jutottak. A vesztes csapatoki az Európa-liga 3. selejtezőkörébe kerültek.
| 1. csapat         | Össz.Tooltip Aggregate score | 2. csapat         | 1. mérk. | 2. mérk.   |
| ----------------- | ---------------------------- | ----------------- | -------- | ---------- |
| Bajnoki ág        |                              |                   |          |            |
| Dinamo Zagreb     | 3–0                          | Omónia            | 2–0      | 1–0        |
| Slovan Bratislava | 2–3                          | Young Boys        | 0–0      | 2–3        |
| Legia Warszawa    | 3–1                          | Flora             | 2–1      | 1–0        |
| Alashkert         | 1–4                          | Sheriff Tiraspol  | 0–1      | 1–3        |
| Olimbiakósz       | 2–0                          | Neftçi            | 1–0      | 1–0        |
| Kajrat            | 2–6                          | Crvena zvezda     | 2–1      | 0–5        |
| Lincoln Red Imps  | 1–4                          | CFR Cluj          | 1–2      | 0–2        |
| Malmö FF          | 4–3                          | HJK               | 2–1      | 2–2        |
| Ferencváros       | 5–1                          | Žalgiris          | 2–0      | 3–1        |
| Mura              | 1–3                          | Ludogorec Razgrad | 0–0      | 1–3        |
| Nem bajnoki ág    |                              |                   |          |            |
| Rapid Wien        | 2–3                          | Sparta Praha      | 2–1      | 0–2        |
| Celtic            | 2–3                          | Midtjylland       | 1–1      | 1–2 (h.u.) |
| PSV Eindhoven     | 7–2                          | Galatasaray       | 5–1      | 2–1        |

### 2. selejtezőkör, mérkőzések
| 2021. július 20. 20:00 |

| Dinamo Zagreb       | 2–0               | Omónia |
| ------------------- | ----------------- | ------ |
| Majer 65' Jakić 81' | (0–0) Jegyzőkönyv |        |

| Maksimir Stadion, Zágráb Játékvezető: Paweł Gil (lengyel) |

| 2021. július 27. 17:00 (18:00 EEST) |

| Omónia | 0–1               | Dinamo Zagreb |
| ------ | ----------------- | ------------- |
|        | (0–0) Jegyzőkönyv | Menalo 79'    |

| GSP Stadium, Strovolos Játékvezető: Glenn Nyberg (svéd) |

| 2021. július 21. 20:30 |

| Slovan Bratislava | 0–0         | Young Boys |
| ----------------- | ----------- | ---------- |
|                   | Jegyzőkönyv |            |

| Tehelné pole, Pozsony Játékvezető: Chris Kavanagh (angol) |

| 2021. július 28. 20:15 |

| Young Boys                                         | 3–2               | Slovan Bratislava           |
| -------------------------------------------------- | ----------------- | --------------------------- |
| Siebatcheu 10' (11-esből) Garcia 24' Aebischer 49' | (2–0) Jegyzőkönyv | Kanga 60' (öngól) Henty 62' |

| Wankdorf Stadium, Bern Játékvezető: Irfan Peljto (bosznia-hercegovinai) |

| 2021. július 21. 21:00 |

| Legia Warszawa          | 2–1               | Flora        |
| ----------------------- | ----------------- | ------------ |
| Kapustka 3' Lopes 90+1' | (1–0) Jegyzőkönyv | Sappinen 53' |

| Stadion Wojska Polskiego, Varsó Játékvezető: Vitali Meshkov (orosz) |

| 2021. július 27. 18:00 (19:00 EEST) |

| Flora | 0–1               | Legia Warszawa |
| ----- | ----------------- | -------------- |
|       | (0–0) Jegyzőkönyv | Lopes 67'      |

| A. Le Coq Arena, Tallinn Játékvezető: Anastasios Papapetrou (görög) |

| 2021. július 20. 17:00 (19:00 AMT) |

| Alashkert | 0–1               | Sheriff Tiraspol |
| --------- | ----------------- | ---------------- |
|           | (0–0) Jegyzőkönyv | Luvannor 84'     |

| Vazgen Sargsyan Republican Stadium, Jereván Játékvezető: Rade Obrenovič (szlovén) |

| 2021. július 28. 19:00 (20:00 EEST) |

| Sheriff Tiraspol                              | 3–1               | Alashkert  |
| --------------------------------------------- | ----------------- | ---------- |
| Dulanto 15' Luvannor 23' Thill 87' (11-esből) | (2–1) Jegyzőkönyv | Glišić 10' |

| Sheriff Stadion, Tiraspol Játékvezető: Bojan Pandžić (svéd) |

| 2021. július 21. 21:00 (22:00 EEST) |

| Olimbiakósz | 1–0               | Neftçi |
| ----------- | ----------------- | ------ |
| Camara 29'  | (1–0) Jegyzőkönyv |        |

| Karaiszkákisz Stadion, Pireusz Játékvezető: João Pinheiro (portugál) |

| 2021. július 28. 19:00 (21:00 AZT) |

| Neftçi | 0–1               | Olimbiakósz  |
| ------ | ----------------- | ------------ |
|        | (0–1) Jegyzőkönyv | Masouras 15' |

| Eighth Kilometer District Stadium, Baku Játékvezető: Ricardo de Burgos (spanyol) |

| 2021. július 21. 16:00 (20:00 ALMT) |

| Kajrat                | 2–1               | Crvena zvezda         |
| --------------------- | ----------------- | --------------------- |
| Kanté 24' Bagnack 79' | (1–0) Jegyzőkönyv | Mikanović 57' (öngól) |

| Almaty Central Stadium, Almati Játékvezető: Halil Umut Meler (török) |

| 2021. július 28. 20:30 |

| Crvena zvezda                               | 5–0               | Kajrat |
| ------------------------------------------- | ----------------- | ------ |
| Katai 9' 42' Diony 21' Ivanić 49' Falco 56' | (3–0) Jegyzőkönyv |        |

| Rajko Mitić Stadion, Belgrád Játékvezető: Andris Treimanis (lett) |

| 2021. július 20. 18:00 |

| Lincoln Red Imps | 1–2               | CFR Cluj         |
| ---------------- | ----------------- | ---------------- |
| Rosa 45'         | (1–0) Jegyzőkönyv | Debeljuh 52' 58' |

| Victoria Stadion, Gibraltár Játékvezető: Willy Delajod (francia) |

| 2021. július 28. 19:30 (20:30 EEST) |

| CFR Cluj                    | 2–0               | Lincoln Red Imps |
| --------------------------- | ----------------- | ---------------- |
| Cestor 18' Sigurjónsson 58' | (1–0) Jegyzőkönyv |                  |

| Dr. Constantin Rădulescu, Kolozsvár Játékvezető: Yigal Frid (izraeli) |

| 2021. július 21. 19:00 |

| Malmö FF                     | 2–1               | HJK           |
| ---------------------------- | ----------------- | ------------- |
| Čolak 45+1' Christiansen 74' | (1–0) Jegyzőkönyv | Ro. Riski 68' |

| Stadion, Malmö Játékvezető: Mikola Balakin (ukrán) |

| 2021. július 27. 18:00 (19:00 EEST) |

| HJK                    | 2–2               | Malmö FF                         |
| ---------------------- | ----------------- | -------------------------------- |
| Tenho 1' Ri. Riski 78' | (1–1) Jegyzőkönyv | Christiansen 10' Birmančević 76' |

| Bolt Arena, Helsinki Játékvezető: Stuart Attwell (angol) |

| 2021. július 20. 20:00 |

| Ferencváros         | 2–0               | Žalgiris |
| ------------------- | ----------------- | -------- |
| Uzuni 25' Nguen 39' | (2–0) Jegyzőkönyv |          |

| Groupama Aréna, Budapest Játékvezető: Giorgi Kruashvili (grúz) |

| 2021. július 27. 19:00 (20:00 EEST) |

| Žalgiris   | 1–3               | Ferencváros                |
| ---------- | ----------------- | -------------------------- |
| Diaw 90+3' | (0–1) Jegyzőkönyv | R. Mmaee 44' 72' Mak 90+4' |

| LFF Stadium, Vilnius Játékvezető: Erik Lambrechts (belga) |

| 2021. július 21. 20:00 |

| Mura | 0–0         | Ludogorec Razgrad |
| ---- | ----------- | ----------------- |
|      | Jegyzőkönyv |                   |

| Fazanerija, Muraszombat Játékvezető: Harm Osmers (német) |

| 2021. július 28. 20:00 (21:00 EEST) |

| Ludogorec Razgrad              | 3–1               | Mura       |
| ------------------------------ | ----------------- | ---------- |
| Sotiriou 4' Manu 82' Cauly 90' | (1–0) Jegyzőkönyv | Horvat 64' |

| Huvepharma Arena, Razgrad Játékvezető: Marco Di Bello (olasz) |

| 2021. július 20. 20:30 |

| Rapid Wien          | 2–1               | Sparta Praha |
| ------------------- | ----------------- | ------------ |
| Knasmüllner 63' 71' | (0–1) Jegyzőkönyv | Krejčí II 3' |

| Allianz Stadion, Bécs Játékvezető: Serdar Gözübüyük (holland) |

| 2021. július 28. 20:30 |

| Sparta Praha                      | 2–0               | Rapid Wien |
| --------------------------------- | ----------------- | ---------- |
| Karlsson 16' (11-esből) Pešek 81' | (1–0) Jegyzőkönyv |            |

| Stadion Letná, Prága Játékvezető: Bobby Madden (skót) |

| 2021. július 20. 20:45 (19:45 BST) |

| Celtic    | 1–1               | Midtjylland |
| --------- | ----------------- | ----------- |
| Abada 39' | (1–0) Jegyzőkönyv | Evander 66' |

| Celtic Park, Glasgow Játékvezető: Sandro Schärer (svájci) |

| 2021. július 28. 19:45 |

| Midtjylland            | 2–1 (h. u.)                 | Celtic       |
| ---------------------- | --------------------------- | ------------ |
| Mabil 61' Onyedika 94' | (0–0, 1–1, 2–1) Jegyzőkönyv | McGregor 48' |

| MCH Arena, Herning Játékvezető: Bartosz Frankowski (lengyel) |

| 2021. július 21. 21:00 |

| PSV Eindhoven                   | 5–1               | Galatasaray |
| ------------------------------- | ----------------- | ----------- |
| Zahavi 2' 35' 84' Götze 52' 89' | (2–1) Jegyzőkönyv | Kılınç 42'  |

| Philips Stadion, Eindhoven Játékvezető: Alejandro Hernández |

| 2021. július 28. 20:00 (21:00 TRT) |

| Galatasaray | 1–2               | PSV Eindhoven              |
| ----------- | ----------------- | -------------------------- |
| Diagne 84'  | (0–1) Jegyzőkönyv | Madueke 37' Van Ginkel 59' |

| Başakşehir Fatih Terim Stadium, Isztambul Játékvezető: Massimiliano Irrati (olasz) |

## 3. selejtezőkör
A 3. selejtezőkör sorsolását 2021. július 19-én, 12 órától tartották.

### 3. selejtezőkör, kiemelés
A 3. selejtezőkörben összesen 20 csapat vett részt, kettéosztva a bajnoki ágon és a nem bajnoki ágon. 
- Bajnoki ág: 2 csapat lépett be ebben a körben és 10 továbbjutó volt a 2. selejtezőkörből.
- Nem bajnoki ág: 5 csapat lépett be ebben a körben és 3 továbbjutó volt a 2. selejtezőkörből.

A kiemelés a klubok 2021-es együtthatói alapján történt. A sorsolás időpontjában a 2. selejtezőkör győztesei ismeretlenek voltak, ezért a párosítások legmagasabb együtthatóit használták. A bajnoki ágon a csapatokat két csoportra osztották. Az orosz és ukrán csapat nem játszhatott egymás ellen. Az elsőként kisorsolt csapat volt az első mérkőzés pályaválasztója.
- T: A 2. selejtezőkörből továbbjutott csapat, a sorsoláskor nem volt ismert.
- A dőlt betűvel írt csapatok a 2. selejtezőkörben egy magasabb együtthatóval rendelkező csapat ellen győztek, és az ellenfél együtthatóját hozták magukkal.

| Bajnoki ág                                             | Bajnoki ág                                                  | Bajnoki ág                                   | Bajnoki ág                                              |
| 1. csoport                                             | 1. csoport                                                  | 2. csoport                                   | 2. csoport                                              |
| Kiemelt                                                | Nem kiemelt                                                 | Kiemelt                                      | Nem kiemelt                                             |
| ------------------------------------------------------ | ----------------------------------------------------------- | -------------------------------------------- | ------------------------------------------------------- |
| - Dinamo Zagreb (T) - Olimbiakósz (T) - Young Boys (T) | - Ludogorec Razgrad (T) - CFR Cluj (T) - Legia Warszawa (T) | - Slavia Praha - Crvena zvezda (T) - Rangers | - Malmö FF (T) - Sheriff Tiraspol (T) - Ferencváros (T) |

| Nem bajnoki ág                                       | Nem bajnoki ág                                                    |
| Kiemelt                                              | Nem kiemelt                                                       |
| ---------------------------------------------------- | ----------------------------------------------------------------- |
| - Sahtar Doneck - Benfica - Monaco - Midtjylland (T) | - Genk - PSV Eindhoven (T) - Szpartak Moszkva - Sparta Prague (T) |

### 3. selejtezőkör, párosítások
Az első mérkőzéseket 2021. augusztus 3-án és 4-én, a második mérkőzéseket augusztus 10-én és 11-én játszották. A párosítások győztesei a rájátszásba jutottak. A bajnoki ág vesztes csapatai az Európa-liga rájátszásába, a nem bajnoki ág vesztes csapatai az Európa-liga csoportkörébe kerültek.
| 1. csapat        | Össz.Tooltip Aggregate score | 2. csapat         | 1. mérk. | 2. mérk.   |
| ---------------- | ---------------------------- | ----------------- | -------- | ---------- |
| Bajnoki ág       |                              |                   |          |            |
| Dinamo Zagreb    | 2–1                          | Legia Warszawa    | 1–1      | 1–0        |
| CFR Cluj         | 2–4                          | Young Boys        | 1–1      | 1–3        |
| Olimbiakósz      | 3–3 (t. 1–4)                 | Ludogorec Razgrad | 1–1      | 2–2 (h.u.) |
| Crvena zvezda    | 1–2                          | Sheriff Tiraspol  | 1–1      | 0–1        |
| Malmö FF         | 4–2                          | Rangers           | 2–1      | 2–1        |
| Ferencváros      | 2–1                          | Slavia Praha      | 2–0      | 0–1        |
| Nem bajnoki ág   |                              |                   |          |            |
| PSV Eindhoven    | 4–0                          | Midtjylland       | 3–0      | 1–0        |
| Szpartak Moszkva | 0–4                          | Benfica           | 0–2      | 0–2        |
| Genk             | 2–4                          | Sahtar Doneck     | 1–2      | 1–2        |
| Sparta Praha     | 1–5                          | Monaco            | 0–2      | 1–3        |

### 3. selejtezőkör, mérkőzések
| 2021. augusztus 4. 20:00 |

| Dinamo Zagreb | 1–1               | Legia Warszawa |
| ------------- | ----------------- | -------------- |
| Petković 60'  | (0–0) Jegyzőkönyv | Muçi 82'       |

| Maksimir Stadion, Zágráb Játékvezető: Antonio Mateu Lahoz (spanyol) |

| 2021. augusztus 10. 21:00 |

| Legia Warszawa | 0–1               | Dinamo Zagreb |
| -------------- | ----------------- | ------------- |
|                | (0–1) Jegyzőkönyv | Franjić 20'   |

| Stadion Wojska Polskiego, Varsó Játékvezető: Benoît Bastien (francia) |

| 2021. augusztus 3. 20:00 (21:00 EEST) |

| CFR Cluj | 1–1               | Young Boys   |
| -------- | ----------------- | ------------ |
| Manea 4' | (1–0) Jegyzőkönyv | Sierro 90+3' |

| Dr. Constantin Rădulescu, Kolozsvár Játékvezető: Danny Makkelie (holland) |

| 2021. augusztus 10. 20:30 |

| Young Boys                      | 3–1               | CFR Cluj  |
| ------------------------------- | ----------------- | --------- |
| Siebatcheu 23' 42' Ngamaleu 25' | (3–1) Jegyzőkönyv | Omrani 4' |

| Stadion Wankdorf, Bern Játékvezető: Cüneyt Çakır (török) |

| 2021. augusztus 3. 21:00 (22:00 EEST) |

| Olimbiakósz   | 1–1               | Ludogorec Razgrad |
| ------------- | ----------------- | ----------------- |
| A. Camara 87' | (0–0) Jegyzőkönyv | Despodov 50'      |

| Karaiszkákisz Stadion, Pireusz Játékvezető: Bobby Madden (skót) |

| 2021. augusztus 10. 20:00 (21:00 EEST) |

| Ludogorec Razgrad                          | 2–2 (h. u.)                 | Olimbiakósz                        |
| ------------------------------------------ | --------------------------- | ---------------------------------- |
| Semedo 49' (öngól) Sotiriou 57' (11-esből) | (0–1, 2–2, 2–2) Jegyzőkönyv | M'Vila 31' El-Arabi 68' (11-esből) |
| Büntetőpárbaj                              |                             |                                    |
| Sotiriou Santana Verdon Cicinho            | 4–1                         | Valbuena Hassan Lala               |

| Huvepharma Arena, Razgrad Játékvezető: Orel Grinfeld (izraeli) |

| 2021. augusztus 3. 21:00 |

| Crvena zvezda | 1–1               | Sheriff Tiraspol |
| ------------- | ----------------- | ---------------- |
| Diony 45+1'   | (1–1) Jegyzőkönyv | Castañeda 33'    |

| Rajko Mitić Stadion, Belgrád Játékvezető: Ovidiu Haţegan (román) |

| 2021. augusztus 10. 19:00 (20:00 EEST) |

| Sheriff Tiraspol | 1–0               | Crvena zvezda |
| ---------------- | ----------------- | ------------- |
| Arboleda 45+2'   | (1–0) Jegyzőkönyv |               |

| Sheriff Stadion, Tiraspol Játékvezető: Felix Zwayer (német) |

| 2021. augusztus 3. 19:00 |

| Malmö FF                  | 2–1               | Rangers     |
| ------------------------- | ----------------- | ----------- |
| Rieks 47' Birmančević 49' | (0–0) Jegyzőkönyv | Davis 90+5' |

| Stadion, Malmö Játékvezető: Szymon Marciniak (lengyel) |

| 2021. augusztus 10. 21:00 (20:00 BST) |

| Rangers     | 1–2               | Malmö FF      |
| ----------- | ----------------- | ------------- |
| Morelos 19' | (1–0) Jegyzőkönyv | Čolak 53' 58' |

| Ibrox Stadium, Glasgow Játékvezető: Slavko Vinčić (szlovén) |

| 2021. augusztus 4. 20:00 |

| Ferencváros                                   | 2–0               | Slavia Praha |
| --------------------------------------------- | ----------------- | ------------ |
| Kacharaba 44' (öngól) Haratyin 50' (11-esből) | (1–0) Jegyzőkönyv |              |

| Groupama Aréna, Budapest Játékvezető: Jesús Gil Manzano (spanyol) |

| 2021. augusztus 10. 19:00 |

| Slavia Praha | 1–0               | Ferencváros |
| ------------ | ----------------- | ----------- |
| Masopust 36' | (1–0) Jegyzőkönyv |             |

| Sinobo Stadion, Prága Játékvezető: Tobias Stieler (német) |

| 2021. augusztus 3. 20:00 |

| PSV Eindhoven                   | 3–0               | Midtjylland |
| ------------------------------- | ----------------- | ----------- |
| Madueke 19' Götze 29' Gakpo 32' | (3–0) Jegyzőkönyv |             |

| Philips Stadion, Eindhoven Játékvezető: Szergej Karaszjov (orosz) |

| 2021. augusztus 10. 19:45 |

| Midtjylland | 0–1               | PSV Eindhoven |
| ----------- | ----------------- | ------------- |
|             | (0–0) Jegyzőkönyv | Bruma 90+3'   |

| MCH Arena, Herning Játékvezető: Clément Turpin (francia) |

| 2021. augusztus 4. 19:00 (20:00 MSK) |

| Szpartak Moszkva | 0–2               | Benfica               |
| ---------------- | ----------------- | --------------------- |
|                  | (0–0) Jegyzőkönyv | Rafa 51' Gilberto 74' |

| Otkrityije Aréna, Moszkva Játékvezető: Srđan Jovanović (szerb) |

| 2021. augusztus 10. 21:00 (20:00 WEST) |

| Benfica                       | 2–0               | Szpartak Moszkva |
| ----------------------------- | ----------------- | ---------------- |
| Mário 58' Gigot 90+2' (öngól) | (0–0) Jegyzőkönyv |                  |

| Estádio da Luz, Lisszabon Játékvezető: Anthony Taylor (angol) |

| 2021. augusztus 3. 20:00 |

| Genk        | 1–2               | Sahtar Doneck                   |
| ----------- | ----------------- | ------------------------------- |
| Onuachu 39' | (1–0) Jegyzőkönyv | Tetê 63' (11-esből) Patrick 81' |

| Luminus Arena, Genk Játékvezető: Anasztásziosz Szidirópulosz (görög) |

| 2021. augusztus 10. 19:30 (20:30 EEST) |

| Sahtar Doneck          | 2–1               | Genk        |
| ---------------------- | ----------------- | ----------- |
| Traoré 27' Antônio 76' | (1–0) Jegyzőkönyv | Dessers 90' |

| Olimpiai Stadion, Kijev Játékvezető: Kovács István (román) |

| 2021. augusztus 3. 19:00 |

| Sparta Praha | 0–2               | Monaco                     |
| ------------ | ----------------- | -------------------------- |
|              | (0–1) Jegyzőkönyv | Tchouaméni 37' Volland 59' |

| Stadion Letná, Prága Játékvezető: Michael Oliver (angol) |

| 2021. augusztus 10. 20:00 |

| Monaco                           | 3–1               | Sparta Praha |
| -------------------------------- | ----------------- | ------------ |
| Martins 50' Golovin 56' Diop 81' | (0–0) Jegyzőkönyv | Karlsson 78' |

| II. Lajos Stadion, Monaco Játékvezető: Daniele Orsato (olasz) |

## Rájátszás
A rájátszás sorsolását 2021. augusztus 2-án, 12 órától tartották.

### Rájátszás, kiemelés
A rájátszásban összesen 12 csapat vett részt, kettéosztva a bajnoki ágon és a nem bajnoki ágon. 
- Bajnoki ág: 2 csapat lépett be ebben a körben és 6 továbbjutó volt a 3. selejtezőkörből.
- Nem bajnoki ág: 4 továbbjutó volt a 3. selejtezőkörből.

A kiemelés a klubok 2021-es együtthatói alapján történt. A sorsolás időpontjában a 3. selejtezőkör győztesei ismeretlenek voltak, ezért a párosítások legmagasabb együtthatóit használták. A bajnoki ágon a csapatokat két csoportra osztották. Az orosz és ukrán csapat nem játszhatott egymás ellen. Az elsőként kisorsolt csapat volt az első mérkőzés pályaválasztója.
- T: A 3. selejtezőkörből továbbjutott csapat, a sorsoláskor nem volt ismert.
- A dőlt betűvel írt csapatok a 3. selejtezőkörben egy magasabb együtthatóval rendelkező csapat ellen győztek, és az ellenfél együtthatóját hozták magukkal.

| Bajnoki ág                                                                        | Bajnoki ág                                                       |
| Kiemelt                                                                           | Nem kiemelt                                                      |
| --------------------------------------------------------------------------------- | ---------------------------------------------------------------- |
| - Red Bull Salzburg - Dinamo Zagreb (T) - Ferencváros (T) - Ludogorec Razgrad (T) | - Young Boys (T) - Malmö FF (T) - Sheriff Tiraspol (T) - Brøndby |

| Nem bajnoki ág            | Nem bajnoki ág                   |
| Kiemelt                   | Nem kiemelt                      |
| ------------------------- | -------------------------------- |
| - Sahtar Doneck - Benfica | - Monaco (T) - PSV Eindhoven (T) |

### Rájátszás, párosítások
Az első mérkőzéseket 2021. augusztus 17-én és 18-án, a második mérkőzéseket augusztus 24-én és 25-én játszották. A párosítások győztesei a csoportkörbe jutottak. A vesztes csapatok az Európa-liga csoportkörébe kerültek.
| 1. csapat         | Össz.Tooltip Aggregate score | 2. csapat         | 1. mérk. | 2. mérk.   |
| ----------------- | ---------------------------- | ----------------- | -------- | ---------- |
| Bajnoki ág        |                              |                   |          |            |
| Red Bull Salzburg | 4–2                          | Brøndby           | 2–1      | 2–1        |
| Young Boys        | 6–4                          | Ferencváros       | 3–2      | 3–2        |
| Malmö FF          | 3–2                          | Ludogorec Razgrad | 2–0      | 1–2        |
| Sheriff Tiraspol  | 3–0                          | Dinamo Zagreb     | 3–0      | 0–0        |
| Nem bajnoki ág    |                              |                   |          |            |
| Monaco            | 2–3                          | Sahtar Doneck     | 0–1      | 2–2 (h.u.) |
| Benfica           | 2–1                          | PSV Eindhoven     | 2–1      | 0–0        |

### Rájátszás, mérkőzések
| 2021. augusztus 17. 21:00 |

| Red Bull Salzburg        | 2–1               | Brøndby |
| ------------------------ | ----------------- | ------- |
| Adeyemi 56' Aaronson 90' | (0–1) Jegyzőkönyv | Uhre 4' |

| Red Bull Arena, Wals-Siezenheim Játékvezető: Szymon Marciniak (lengyel) |

| 2021. augusztus 25. 21:00 |

| Brøndby   | 1–2               | Red Bull Salzburg     |
| --------- | ----------------- | --------------------- |
| Maxsø 62' | (0–2) Jegyzőkönyv | Šeško 4' Aaronson 10' |

| Brøndby Stadion, Brøndbyvester Játékvezető: Carlos del Cerro Grande (spanyol) |

| 2021. augusztus 18. 21:00 |

| Young Boys                     | 3–2               | Ferencváros  |
| ------------------------------ | ----------------- | ------------ |
| Elia 16' Sierro 40' Garcia 65' | (2–1) Jegyzőkönyv | Boli 14' 82' |

| Wankdorf stadion, Bern Játékvezető: William Collum (skót) |

| 2021. augusztus 24. 21:00 |

| Ferencváros            | 2–3               | Young Boys                              |
| ---------------------- | ----------------- | --------------------------------------- |
| Wingo 18' R. Mmaee 27' | (2–1) Jegyzőkönyv | Zesiger 4' Fassnacht 56' Mambimbi 90+3' |

| Groupama Aréna, Budapest Játékvezető: Szergej Karaszjov (orosz) |

| 2021. augusztus 18. 21:00 |

| Malmö FF                   | 2–0               | Ludogorec Razgrad |
| -------------------------- | ----------------- | ----------------- |
| Birmančević 26' Berget 61' | (1–0) Jegyzőkönyv |                   |

| Swedbank Stadion, Malmö Játékvezető: Antonio Mateu Lahoz (spanyol) |

| 2021. augusztus 24. 21:00 (22:00 EEST) |

| Ludogorec Razgrad                     | 2–1               | Malmö FF        |
| ------------------------------------- | ----------------- | --------------- |
| Nedyalkov 10' Sotiriou 60' (11-esből) | (1–1) Jegyzőkönyv | Birmančević 42' |

| Huvepharma Arena, Razgrad Játékvezető: Clément Turpin (francia) |

| 2021. augusztus 17. 21:00 (22:00 EEST) |

| Sheriff Tiraspol           | 3–0               | Dinamo Zagreb |
| -------------------------- | ----------------- | ------------- |
| Traoré 45' 80' Kolovos 54' | (1–0) Jegyzőkönyv |               |

| Sheriff Stadion, Tiraspol Játékvezető: Cüneyt Çakır (török) |

| 2021. augusztus 25. 21:00 |

| Dinamo Zagreb | 0–0         | Sheriff Tiraspol |
| ------------- | ----------- | ---------------- |
|               | Jegyzőkönyv |                  |

| Maksimir Stadion, Zágráb Játékvezető: Daniele Orsato (olasz) |

| 2021. augusztus 17. 21:00 |

| Monaco | 0–1               | Sahtar Doneck |
| ------ | ----------------- | ------------- |
|        | (0–1) Jegyzőkönyv | Pedrinho 19'  |

| II. Lajos Stadion, Monaco Játékvezető: Danny Makkelie (holland) |

| 2021. augusztus 25. 21:00 (22:00 EEST) |

| Sahtar Doneck                   | 2–2               | Monaco             |
| ------------------------------- | ----------------- | ------------------ |
| Marlos 74' Aguilar 114' (öngól) | (0–2) Jegyzőkönyv | Ben Yedder 18' 39' |

| Metalist OSC, Harkiv Játékvezető: Anthony Taylor (angol) |

| 2021. augusztus 18. 21:00 (20:00 WEST) |

| Benfica             | 2–1               | PSV Eindhoven |
| ------------------- | ----------------- | ------------- |
| Silva 10' Weigl 42' | (2–0) Jegyzőkönyv | Gakpo 51'     |

| Estádio da Luz, Lisszabon Játékvezető: Felix Brych (német) |

| 2021. augusztus 24. 21:00 |

| PSV Eindhoven | 0–0         | Benfica |
| ------------- | ----------- | ------- |
|               | Jegyzőkönyv |         |

| Philips Stadion, Eindhoven Játékvezető: Slavko Vinčić (szlovén) |